# Babungo (Volk)
| Babungo                      | Babungo                                                               | Babungo |
| ---------------------------- | --------------------------------------------------------------------- | ------- |
|                              |                                                                       |         |
| Bevölkerungszahl:            | 14.000                                                                |         |
| Signifikante Bevölkerung in: | Kamerun                                                               |         |
| Sprache:                     | Babungo (Vengo), Kamerunisches Pidgin-Englisch, Englisch, Französisch |         |
| Religion:                    | Traditionelle afrikanische Religionen, Christentum                    |         |
| Verwandte Ethnien:           | Bamessing, Bambalang                                                  |         |

Die Babungos sind ein Stamm bzw. eine ethnische Gruppe von ca. 14.000 Menschen, die in der englischsprachigen Nordwestprovinz von Kamerun beheimatet sind. Sie leben dort vorwiegend in der Region eines Dorfes, das den gleichen Namen Babungo trägt. Dieses Dorf befindet sich im Kameruner Grasland etwa 50 km westlich der Provinzhauptstadt Bamenda an der sogenannten „Ringroad“. Die einheimische Sprache des Stammes heißt ebenfalls Babungo. Für Ethnie, Dorf und Sprache ist häufig auch die Schreibweise Bamungo zu finden.
In ihrer eigenen Sprache nennen die Babungos ihr Dorf vengo [vəŋóo] und ihre Sprache ghang vengo [gháŋ vəŋóo]; aus diesem Grunde werden Ethnie, Dorf und Sprache offiziell auch unter den Begriffen Vengo oder Vengoo gelistet. Alternative Bezeichnungen sind: Vengi, Pengo, Ngo, Nguu, Ngwa, Nge.